# Paschal Donohoe
Paschal Donohoe (irl. Pascal Ó Donnchú; ur. 19 września 1974 w Dublinie) – irlandzki polityk, senator, deputowany, minister w rządach Endy Kenny’ego, Leo Varadkara, Micheála Martina i Simona Harrisa.

## Życiorys
Kształcił się w St. Declan’s CBS w dublińskiej dzielnicy Cabra, następnie ukończył studia z zakresu ekonomii i nauk politycznych w Trinity College w Dublinie. Pracował jako menedżer ds. sprzedaży.
Zaangażował się w działalność polityczną w ramach Fine Gael. W 2004 został wybrany na radnego miejskiego w Dublinie. W wyborach w 2007 i w wyborach uzupełniających w 2009 bezskutecznie kandydował do Dáil Éireann. W 2007 został natomiast wybrany do Seanad Éireann z ramienia panelu administracyjnego. W 2011, 2016, 2020 i 2024 uzyskiwał mandat deputowanego 31., 32., 33. i 34. kadencji.
W lipcu 2013 został ministrem stanu odpowiedzialnym za stosunki europejskie. W lipcu 2014 premier Enda Kenny powołał go na ministra transportu, turystyki i sportu. W maju 2016 w drugim gabinecie dotychczasowego premiera objął urząd ministra ds. wydatków publicznych i reform.
W czerwcu 2017 w nowo utworzonym rządzie Leo Varadkara przeszedł na stanowisko ministra finansów, pozostając jednocześnie ministrem ds. wydatków publicznych i reform. W czerwcu 2020 ponownie objął urząd ministra finansów, dołączając do gabinetu Micheála Martina. W lipcu tegoż roku powołany na przewodniczącego Eurogrupy. W grudniu 2020, gdy zgodnie z porozumieniem koalicyjnym funkcję premiera przejął Leo Varadkar, Paschal Donohoe przeszedł na stanowisko ministra ds. wydatków publicznych, realizacji narodowego planu rozwoju i reform. Utrzymał je również w utworzonym w kwietniu 2024 gabinecie Simona Harrisa. W styczniu 2025 w powstałym wówczas drugim gabinecie Micheála Martina został po raz kolejny ministrem finansów.